# Vera Krasnova
Pour les articles homonymes, voir Krasnova.
Vera Ivanovna Krasnova (en russe : Вера Ивановна Краснова), née le 3 avril 1950 à Omsk, est une patineuse de vitesse soviétique.

## Biographie
En 1972, Vera Krasnova obtient la médaille d'argent du 500 mètres lors des seuls championnats d'Europe auxquels elle participe. Elle est également deuxième sur la même distance aux Jeux olympiques d'hiver de 1972, organisés à Sapporo au Japon. À la fin de la saison, elle obtient le deuxième de ses trois titres soviétiques sur 500 mètres.

## Records personnels
| Distance     | Temps         | Année |
| ------------ | ------------- | ----- |
| 500 mètres   | 40 s 96       | 1976  |
| 1 000 mètres | 1 min 24 s    | 1977  |
| 1 500 mètres | 2 min 19 s 48 | 1977  |
| 3 000 mètres | 5 min 13 s 1  | 1970  |